# MOA-2007-BLG-192Lb
MOA-2007-BLG-192Lb، هو أحد الكواكب المكتشفة خارج المجموعة الشمسية. يبعد قرابة ثلاثة الآف سنة ضوئية، في كوكبة الرامي. يتخذ الكوكب من القزم البني MOA-2007-BLG-192L مداراً له. تقدر كتلة الكوكب بنحو 3.3 مرة كتلة الأرض، مما يجعله أصغر كوكب خارج المجموعة الشمسية مكتشف حتى 2007. تم اكتشافه عبر اتباع طريقة العدسية الصغرية الجذبية (تعمل هذه الطريقة عبر تسليط مقاريب متخصصة نحو نجم ما لمدة طويلة، ثم انتظار مرور الكوكب بين الأرض والنجم، حينها سيقوم الكوكب بحجب جزء بسيط للغاية من ضوء النجم، هذا الجزء المحجوب يتم تسجيله فإن تكرر الحجب بشكل دوري ودقيق فهذا يعني وجود كوكب يدور حول ذلك النجم).
اكتشف الكوكب مشروع (مشاهدات عدسية صغرية في فيزياء الفلك) القابع في مرصد جامعة جبل جون في نيوزلاندا.
النجم الذي يدور حوله الكوكب ذو كتلة تبلغ 6% كتلة الشمس فقط، وقد تكون هذه الكتلة غير كافية لعمليات الاندماج النووي للنجم مما حدى به إلى أن يصبح قزماً بنياً. تقدر المسافة بين الكوكب ونجمه بنحو 0.62 وحدة فلكية، وهي مسافة بعيدة مقارنة بكتلة النجم وحرارته، وبالتالي فإن الكوكب على الأرجح يتكون من جليد وغازات كما هو الحال مع نيبتون (عملاق جليدي)، وهذا بناء على ما قاله الفلكي من جامعة نوتردام دايفد بينيت.